# Anna Kozjnikova
Anna Kozjnikova (Cyrillisch: Анна Кожникова, Razvilnoe, 10 juli 1987) is een Russisch voetbalspeelster. Ze speelt bij WFC Lokomotiv Moskou in de hoogste Russische vrouwencompetitie.

## Statistieken
| Seizoen | Club                 | Land    | Competitie | Wedstrijden | Doelpunten |
| ------- | -------------------- | ------- | ---------- | ----------- | ---------- |
| 2009    | Rossiyanka           | Rusland | SDW        | 8           | 0          |
| 2010    | Rossiyanka           | Rusland | SDW        | 23          | 2          |
| 2011-12 | Rossiyanka           | Rusland | SDW        | 27          | 2          |
| 2012-13 | Rossiyanka           | Rusland | SDW        | 17          | 2          |
| 2014    | Rossiyanka           | Rusland | SDW        | 8           | 0          |
| 2015    | Rossiyanka           | Rusland | SDW        | 16          | 3          |
| 2016    | Rossiyanka           | Rusland | SDW        | 15          | 1          |
| 2017    | CSKA Moskou          | Rusland | SDW        | 14          | 2          |
| 2018    | WFC Lokomotiv Moskou | Rusland | SDW        | 13          | 4          |
| 2019    | WFC Lokomotiv Moskou | Rusland | SDW        | 17          | 2          |
| Totaal  | Totaal               | Totaal  | Totaal     | 158         | 18         |

Laatste update: okt 2019
Kozjikova veroverde vijf maal de Russische beker, in 2005, 2006, 2008, 2009 en 2010. In 2005, 2006 en 2010 werd ze met haar team Russisch landskampioen.

## Interlands
In 2005 werd Kozjnikova Europees kampioen met het Russische O19-team.
In 2006 kwam Kozjnikova met het Russisch elftal O20 uit op het wereldkampioenschap voetbal vrouwen onder 20 - 2006, waar ze tweemaal scoorde in de poule.
Sinds 2006 speelt Kozjnikova voor het Russisch vrouwenelftal.
1: Sjtsjerbak ·
2: Solodkaja ·
3: Kozjnikova ·
4: Sjejkina ·
5: Sjkoda ·
6: Karpova ·
7: Pozdejeva ·
8: Makarenko ·
9: Tsjolovjaga ·
10: Smirnova ·
11: Sotsjneva · 12: Beljajeva · 13: Belomyttseva · 14: Gasanova · 15: Danilova · 16: Fjodorova · 17: Pantjoechina · 18: Zijastinova · 19: Jek. Morozova · 20: Tsjernomyrdina · 21: Gritsjenko · 22: Kiskonen · 23: Jel. Morozova · Coach: Fomina